# 2e armée (Empire allemand)
Pour les articles homonymes, voir 2e armée.

Drapeau d'un état-major d'un haut commandement de l'armée (1871-1918)

La 2e armée / 2e haut commandement de l'armée (AOK 2) est le nom donné à l'unité majeure de l'armée allemande et à ses autorités de commandement associées pendant la Première Guerre mondiale (1914-1918). Ils comprennent chacun plusieurs corps d'armée ou de réserve ainsi que de nombreuses troupes spéciales.

## Histoire

Poussées prévues de la 1re à la 5e armée selon le plan Schlieffen de 1914

Lorsque la mobilisation a lieu dans l'Empire allemand le 2 août 1914, huit armées sont formées à partir des huit inspections de l'armée existantes. De la 3e inspection de l'armée, la 2e armée est formée à Hanovre, qui se rassemble dans la région au sud d'Aix-la-Chapelle. Le commandant en chef du 2e haut commandement de l'armée est le colonel général Karl von Bülow. L'armée comprenait les unités de corps suivantes en août 1914  :
| - 7e corps d'armée - 10e corps d'armée - 7e corps de réserve | - 10e corps de réserve - Corps de la Garde - Corps de réserve de la Garde |

Selon le plan Schlieffen, la 2e armée marche vers la Belgique en tant que partie de l'aile droite de l'armée allemande, le 2e haut commandement de l'armée se voyant également confier le commandement de la 1re armée pour une meilleure coordination. Cependant, cela n'a fait que provoquer des frictions avec cette autorité de commandement. Entre le 22 et le 24 août 1914, les deux grandes unités ont dû livrer les batailles de Mons et de Namur. Fin août, la 2e armée est victorieuse de la bataille de Saint-Quentin, et du 5 au 9 septembre, elle joue un rôle majeur dans la bataille de la Marne. Après la bataille de l'Aisne, le front se fige dans la guerre des tranchées. Le quartier général du haut commandement de l'armée est à Saint-Quentin du 10 octobre 1914 au 20 mars 1917, puis au Cateau jusqu'au 27 mars 1918.
Le 1er juillet 1916, les troupes britanniques entament leur offensive préparée de longue date contre la 2e armée (→ Bataille de la Somme). Après quelques succès des unités britanniques, le commandement suprême de l'armée décide de restructurer cette partie de la bataille. Le 19 juillet 1916, elle divise les forces allemandes dans la zone concernée. Toutes les forces au nord de la Somme sont regroupées au sein de la nouvelle 1re armée et restent sous le commandement de l'ancien 2e haut commandement de l'armée. Celui-ci est toujours commandé par le général von Below, mais il est désormais rebaptisé 1er haut commandement de l'armée. Les troupes allemandes au sud de la Somme sont placées sous le commandement d'un nouveau haut commandement de l'armée, dirigé par le général von Gallwitz et son chef d'état-major, le colonel Bronsart von Schellendorf.

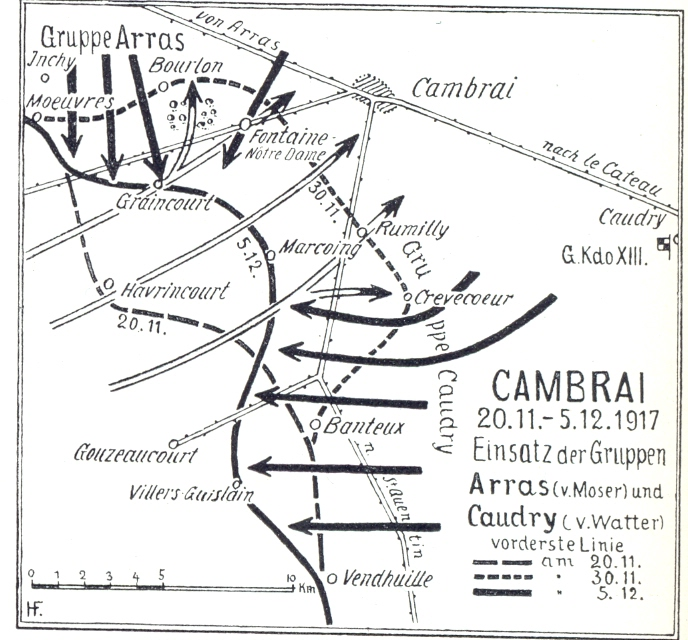
La contre-attaque de la 2e armée à Cambrai le 30 novembre 1917

Au début de 1917, l'armée participe à la retraite vers la ligne Siegfried (→Opération Alberich) et, après avoir transféré l'AOK 1, tient approximativement le front est d'Arras-Queant (avec le 14e corps de réserve)-Bellicourt-Saint-Quentin (avec le 9e corps d'armée). Le 20 novembre 1917, l'aile droite de la 2e armée se trouve dans le champ d'attaque principal de la 3e armée britannique pendant la bataille de chars de Cambrai. Le 14e corps de réserve perd un peu de terrain, mais parvient à se maintenir dans l'avancée occidentale de Cambrai. Le général von der Marwitz mène une contre-attaque à partir du 30 novembre : le groupe Arras attaque entre Moeuvres et Bourlon, le groupe Caudry (13e corps d'armée) et Busigny (23e corps de réserve) mènent des attaques de diversion du sud à Marcoing via Banteux à Vendhuille. Les groupes du sud réussissent à avancer de huit kilomètres sur une largeur d'environ 16 kilomètres. Le groupe Arras qui arrive plus tard a moins de succès avançant de quatre kilomètres sur une largeur de dix kilomètres le 6 décembre 1917.
Lors de l'offensive allemande "Michael", la 2e armée au milieu des trois armées d'attaque dans la région de Cambrai, et le 21 mars 1918, elle est subordonnée à l'AOK 2 :
| - 39e corps de réserve (de) (Groupe Staabs) - 13e corps d'armée (Groupe Watter) | - 23e corps de réserve (Groupe Kathen) - 14e corps d'armée (Groupe Gontard) - 51e corps (Groupe Hofacker) |

La percée dans la région de la Somme atteint la région d'Amiens début avril, où le front s'arrête à nouveau. La contre-offensive anglo-française lors de la bataille d'Amiens, le 8 août 1918, entraîne de lourdes pertes pour la 2e armée et déclenche des batailles de repli qui dureront jusqu'à la fin de la guerre.